# Cladoniakralensnoerdoosje
Het cladoniakralensnoerdoosje (Listerella paradoxa) is een slijmzwamsoort in de familie Physaraceae. Het leeft op korstmos en uitsluitend op Cladonia-soorten.

## Kenmerken

### Uiterlijke kenmerken
De slechts 0,1 tot 0,3 millimeter grote sporangia zijn met het blote oog nauwelijks zichtbaar. De zwartbruine stippen, de dehiscentielijnen zijn iets lichter en duidelijk zichtbaar. Ze zijn zittend, min of meer halfbolvormig en afgeplat aan de basis. Het enkellaagse peridium, dat zich splitst in vier tot zes lobben op het moment dat de sporen volwassen worden, is paarsbruin en vertoont alleen donkere verkalkte knobbeltjes in het gebied bij de dehiscentielijnen.

### Microscopische kenmerken
Een capillitium is slechts zwak ontwikkeld en bestaat uit bleke paarsbruine, slanke, kronkelige draden die aan het peridium versmolten zijn. Bij een lage vergroting zien de 1 tot 1,5 µm dikke filamenten eruit als parelkettingen, bij een sterke vergroting zie je beker- of peervormige schakels vanuit het midden van de gloeidraad, de uitstulpingen aan het afgeronde uiteinde zijn iets donkerder, maar de stelen zijn kleurloos. De structuur ontwikkelt zich pas geleidelijk aan het begin. De draad is hier eerst twee keer zo dik als de normale donkergekleurde, daarna verschijnen er vernauwingen, die hem verdelen in lichtgekleurde stengels en knopen, geleidelijk smaller worden en de vorm aannemen van een kelk. Als alternatief is de draad vanaf het begin lichter gekleurd en ontwikkelen de knopen zich snel door kraagachtige vernauwingen.
De sporen zijn zwartbruin in bulk en bruingeel in doorvallend licht. Ze zijn eenzijdig dunwandig, vaag fijn stekelig en hebben een diameter van 7 tot 8 µm.

## Verspreiding
Listerella paradoxa wordt uitsluitend gevonden op de thalli van Cladonia-soorten (rendiermos Cladonia rangiferina, Cladonia impexa, Cladonia arbuscula, Cladonia gracilis, Cladonia tenuis) in gematigde streken, vooral in Europa (Duitsland, Zweden, Denemarken, Verenigd Koninkrijk), maar soms ook in bijvoorbeeld Rusland en Canada. Een vondst uit Californië wordt als onzeker beschouwd.
In Nederland komt het uiterst zeldzaam voor.

## Taxonomie
De soorten werd voor het eerst beschreven in 1906 door Eduard Jahn op basis van een vondst uit Geesthacht, hun exacte taxonomische positie was vanaf het begin onduidelijk en wordt nog steeds als onzeker beschouwd. Door de draadjes in het capillitium zag Jahn ze al als een aparte familie. In de eerste helft van de 20e eeuw werd het vaak toegeschreven aan de familie Dianemaceae, later vaak aan Liceaceae vanwege zijn verwantschap.